# Fagraskógarfjall
Fagraskógarfjall är ett berg i republiken Island. Det ligger i regionen Västlandet, i den västra delen av landet. Toppen på Fagraskógarfjall är 660 meter över havet.
På morgonen 24 juli 2018 gick ett stort jordskred ner i Hítardalur från Fagraskógarfjall. Jordskredet dämde upp ån Hítará, så att en sjö skapades.